# Орье (посёлок)
Орье — посёлок в Саянском районе Красноярского края. Административный центр Орьевского сельсовета.

## История
Основан в 1956 году, как одно из отделений Краслага.

## Население
| 2010 |
| ---- |
| 292  |